# Bataille de Fairfield
Guerre de Sécession
Batailles
Campagne de Pennsylvanie
- Franklin's Crossing
- Brandy Station
- 2e Winchester
- Aldie
- Middleburg
- Upperville
- 2e Fairfax Court House
- Corbit's Charge (en)
- Hanover
- Sporting Hill
- Carlisle
- Gettysburg
- Retraite de Gettysburg
- Fairfield
- Monterey
- Williamsport
- Boonsboro
- Funkstown
- Manassas Gap

La bataille de Fairfield est un engagement de cavalerie pendant la campagne de Gettysburg de la guerre de Sécession. Elle se déroule le 3 juillet 1863, près de Fairfield, Pennsylvanie, concomitamment à la bataille de Gettysburg, bien qu'elle ne fasse pas partie formellement de la bataille. Alors qu'un combat mineur se déroule avec le petit nombre de troupes déployées, stratégiquement, la victoire confédérée sécurise la route importante d'Hagerstown, que l'armée de Virginie du Nord de Robert E. Lee empruntera le 5 juillet 1863 pour repartir vers le Maryland et puis pour se mettre en sécurité en Virginie.

## Contexte
Fairfield a été le lieu d'un combat le 21 juin 1863, lorsque la brigade d'infanterie montée du 14th Virginia Cavalry du brigadier général Albert Jenkins (en) a utilisé Monterey Pass (en) pour mener un raid près de Fairfield avec le First Troop, Philadelphia City Cavalry (en) qui a abouti au retrait des confédérés dans la vallée du Cumberland.
Une grande partie de la cavalerie de l'armée de Virginie du Nord a accompagné le major général J.E.B. Stuart lors de sa chevauchée autour de l'armée du Potomac de l'Union au travers du Maryland et dans le centre-sud de la Pennsylvanie. Lee a laissé plusieurs brigades pour garder les cols alors qu'il progresse dans les vallées de la Shenandoah et du Cumberland et pour rechercher les positions fédérales. Parmi ces dernières brigades, se trouve celle du brigadier général William E. « Grumble » JonesWilliam E. « Grumble » Jones (en) - la célèbre « Laurel Brigade » qu'avait commandée Turner Ashby. Jones a détaché l'un de ses meilleurs commandements, le 35th Battalion, Virginia Cavalry (en), pour accompagner l'infanterie de Jubal Early, mais a gardé la majeure partie de son commandement. La brigade de Jones a réalisé un raid sur la voie ferrée de Baltimore & Ohio en Virginie Occidentale et au Maryland avant d'être rappelée par Lee. Elle se hâte vers la Pennsylvanie, traversant le fleuve Potomac le 1er juillet 1863 (où Jones détache le 12th Virginia Cavalry (en) pour garder le gué) et établissant un campement à Chambersburg la nuit suivante. La force de Jones a été réduite aux 6th (en), 7th (en), et 11th (en) et à la batterie de Preston Chew de l'artillerie montée. Jones atteint Fairfield le 3 juillet 1863 en réponse aux ordres de Lee de sécuriser la route vitale d'Hagerstown.
Les rapports d'un wagon de ravitaillement confédéré se déplaçant lentement dans les environs ont attiré l'attention du nouvellement promu, le brigadier général Wesley Merritt, qui ordonne au 6th U.S. Cavalry sous le commandement du commandant Samuel H. Starr (en) de faire une reconnaissance de Fairfield et de localiser les wagons de ravitaillement. Une fois dans Fairfield, le commandant Starr apprend qu'un wagon de ravitaillement vient de sortir de la ville et se dirige vers Cashtown. Il divise ses 400 hommes en trois détachement et commence à rechercher les wagons.

## Bataille
Une partie rencontre rapidement les piquets du 7th Virginia Cavalry de Jones et se retire lorsque d'autres confédérés arrivent. Informé de la présence de l'ennemi, Starr chevauche sur une petite crête et fait mettre pied à terre à ses hommes dans des champs et un verger sur des deux côtés de la route. Il repousse une charge montée du 7th Virginia, au moment où la batterie de Chew se dételle et ouvre le feu sur les cavaliers fédéraux. Soutenu par le 6th Virginia, le 7th Virginia charge une nouvelle fois, expulsant la force de Starr de la crête et lui infligeant de lourdes pertes. Jones poursuit les fédéraux en retraite sur quatre kilomètres huit cents (trois miles) jusqu'au col de Fairfield, mais ne parvient pas à attraper sa proie.

## Conséquences
Les pertes fédérales s'élèvent à 6 tués, 28 blessés et 208 non répertoriés pour la plupart des prisonniers. Les pertes confédérées sont de 8 tués, 21 blessés et 5 disparus.
Jones campe près de Fairfield et garde la route ouverte pour la retraite de Lee, puis garde les arrières lorsque l'armée de Virginie du Nord galère dans le col de Fairfield sous une tempête violente le 5 juillet 1863.
Le soldat George C. Platt, un immigrant irlandais servant dans la troupe H du 6th U.S. Cavalry, est récompensé de la médaille d'honneur le 12 juillet 1895, pour ses actions à Fairfield. Sa citation précise : « a saisi le drapeau régimentaire lorsque le porte-drapeau est mort dans un combat au corps à corps et a empêché qu'il ne tombe dans les mains de l'ennemi ».
Après la fin du combat, beaucoup de soldats blessés sont soignés dans la ville de Fairfield. Le commandent Samuel H. Starr (en) est ramené dans la maison de la veuve Sarah Amanda Blythe, où il se fait amputer de son bras. D'autres récits rapportent que la maison de Rufus C. Swope (en face de Fairfield Inn (en)), et l'église luthérienne St. John sont utilisées comme des hôpitaux. Il est probable que d'autres bâtiments de la ville ont aussi été utilisés pour le même usage.